# رشيد الفيلالي أمين
ولد رشيد الفيلالي أمين في عام 1960 في الرباط، وهو حاليا والي ملحق في الإدارة المركزية، وهو منتمي لحزب الاستقلال.

## مسيرته
بعد حصوله على درجة البكالوريوس في الاقتصاد في ثانوية جابر بن حيان بالدار البيضاء، التحق رشيد الفيلالي أمين بالمعهد العالي للتجارة وإدارة المقاولات بعد تخرجه في شركة مراجعة الحسابات والممارسات في القطاع المصرفي التجاري وفا بنك بين عامي 1984 و 1986. بعد أن قاد العديد من الشركات وشغل منصب وزير محطة القطاع العام والقطاع الخاص في حكومة عبد الرحمن اليوسفي بين عامي 1998 و 2000، استأنف نشاطه في القطاع الخاص. 
تم تعيينه واليا على جهة سوس ماسة درعة ومحافظا في عمالة أكادير إدا وتنان حتى 1 مارس 2010.